# Ère Shōji
L'ère Shōji (正治) est une des ères du Japon (年号, nengō, lit. « nom de l'année ») après l'ère Kenkyū et avant l'ère Kennin. Cette ère couvre la période allant du mois d'avril 1199 au mois de février 1201. L'empereur régnant est Tsuchimikado-tennō (土御門天皇).

## Changement d'ère
- 1199 Shōji gannen (正治元年?): Le nom de la nouvelle ère est créé pour marquer un événement ou une série d'événements. L'ère précédente se termine là où commence la nouvelle, en Kenkyū 10, le vingt-septième jour du quatrième mois de 1199[3].

## Événements de l'ère Shōji
- 29 janvier 1199 (Shōji 2, douzième jour du deuxième mois) : Oyama Tomomasa est nommé au poste de shugo de la province de Harima  et gouverneur de  Heian-kyo[4].
- 1200 (Shōji 2, dixième mois) : Hōjō Tokimasa est nommé daimyo de la province d'Ōmi[5].

| Shōji     | 1re  | 2e   | 3e   |
| Grégorien | 1199 | 1200 | 1201 |